# Irish League 1891-1892
L'Irish League 1891-1892 è stata la 2ª edizione della prima divisione del campionato nordirlandese di calcio.
Il campionato era formato da dieci squadre e il Linfield F.C. vinse il titolo.

## Classifica finale
| Pos. | Squadra              | G  | V  | N | P  | GF  | GS | Punti  |
| ---- | -------------------- | -- | -- | - | -- | --- | -- | ------ |
| 1    | Linfield             | 16 | 15 | 0 | 1  | 106 | 14 | 30     |
| 2    | Ulster               | 16 | 12 | 0 | 4  | 61  | 34 | 24     |
| 3    | Lancashire Fusiliers | 15 | 11 | 1 | 3  | 56  | 29 | 23     |
| 4    | Glentoran            | 15 | 9  | 2 | 4  | 80  | 40 | 20     |
| 5    | Distillery           | 10 | 7  | 0 | 3  | 40  | 17 | 12(-2) |
| 6    | Cliftonville         | 13 | 4  | 2 | 7  | 28  | 36 | 10     |
| 7    | Milltown             | 15 | 4  | 0 | 11 | 12  | 77 | 8      |
| 8    | Ligoneil             | 15 | 3  | 0 | 12 | 22  | 70 | 6      |
| 9    | Oldpark              | 16 | 2  | 0 | 14 | 11  | 73 | 4      |
| 10   | Belfast YMCA         | 9  | 0  | 1 | 8  | 14  | 40 | 1      |

G = Partite giocate; V = Vittorie; N = Nulle/Pareggi; P = Perse; GF = Goal fatti; GS = Goal subiti; 